# 瑞典共和主义
瑞典共和主义是指在瑞典推动建立共和国、废除君主立宪制的政治运动。
主张建立瑞典共和国的许多论点主要基于对君主制意识形态的反对，而不一定是反对实际履行君主职责的个人。推动建立共和国的主张早已被纳入瑞典社会民主工人党、左翼党和綠色環境黨的纲领之中。在传统党派之外，还有一个名为瑞典共和协会的组织。